# 우아한 라디오
《고강용의 우아한 라디오》는 2020년 5월 4일부터 KNN 러브FM(부산 FM 105.7MHz, 양산 FM 88.5MHz, 기장/정관 FM 89.3MHz, 창원/김해/거제 FM 90.9MHz, 진주 FM 98.7MHz)을 통해 평일 오전 10시 5분, 주말 오전 10시부터 낮 12시까지 방송되었던 라디오 프로그램이다. 2022년 4월 3일 자로 2년만에 폐지되었다.

## 진행자
- 고강용 아나운서

## 코너

### 매일 코너
- 우아한 아침 인사
- 아침에 푸는 우아한 라디오 퀴즈!
- 딱 한 분만 모십니다.
- 37분 배꼽정보 (배꼽선곡)

### 요일별 코너
- 월요일 : 으른 감성, 오늘은 탑골공원
- 화요일 : 우아한 수다! 살벌한 토크!!
- 수요일 : 시읽남의 수요일엔 시!
- 목요일 : 이박사의 마음실험실
- 금요일 : 불금퀴즈쇼! 학교 종이 땡땡땡
- 토요일 : 주말&책방/소년민의 인디뮤직/평일에 못 들은 신청곡
- 일요일 : 주말&영화관/두 여자의 뮤직살롱/다희씨의 플레이리스